# Mária Kövi-Zalai
Mária Zalai-Kövi (Târgu Mureș, 20 ottobre 1924 – Budapest, 28 ottobre 2013) è stata una ginnasta ungherese.

## Palmarès

### Olimpiadi
- Argento a Londra 1948 nel concorso a squadre.
- Argento a Helsinki 1952 nel concorso a squadre.
- Bronzo a Helsinki 1952 negli attrezzi a squadre.